# Draganče
Draganče (nemško Dragantschach) je naselje občine Štefan na Zilji v okraju Šmohor na Koroškem v Avstriji.